# Pedro Manuel Nuño Colón de Portugal e Ayala
Pedro Manuel Nuño Colón de Portugal e Ayala, Duque de Veragua (Madrid, 17 de dezembro de 1676 - 4 de julho de 1733) foi Vice-rei de Navarra. Exerceu o vice-reinado de Navarra entre 1712 e 1713. Antes dele o cargo foi exercido por Fernando de Moncada e Aragão. Seguiu-se-lhe Tomás de Aquino.